# 天台山塭
天台山塭，為台灣澎湖縣望安鄉的一個島嶼，面積約0.0054平方公里。島嶼位於望安島西北側天台山的西方約500公尺處，早年因盛產文石而聞名。島上設有一座小型導航標誌燈。